# Inga luschnathiana
Inga luschnathiana är en ärtväxtart som beskrevs av George Bentham. Inga luschnathiana ingår i släktet Inga och familjen ärtväxter. Inga underarter finns listade i Catalogue of Life.